# Erik Wladimirowitsch Bulatow

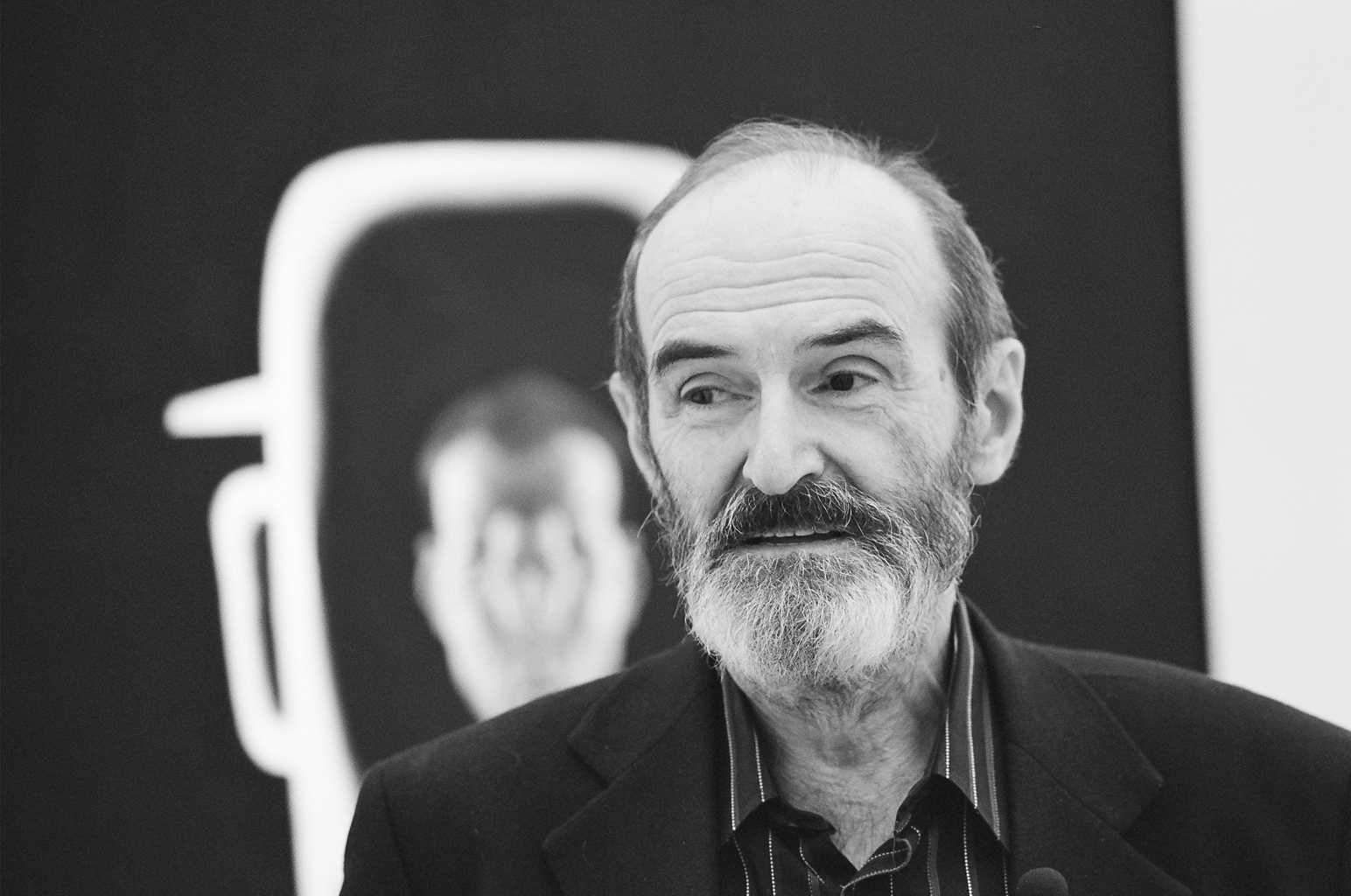
Erik Bulatow 2006

Erik Wladimirowitsch Bulatow (russisch Эрик Владимирович Булатов; * 5. September 1933 in Swerdlowsk) ist ein russischer Maler.

## Leben und Werk
Bulatow studierte 1947 bis 1952 an der Surikow Kunstinstitut Moskau und graduierte sich dort (1952–1958). Er wandte sich sehr früh abstrakter Malerei zu, fand in den 1960er Jahren in der Auseinandersetzung mit dem russischen Konstruktivismus zu einer eigenen Bildsprache, die hyperrealistische Darstellung mit Zeichen und Symbolen verbindet.
Der Umgang mit Ikonografie und Insignien des sozialistischen Realismus ist häufig ironisch, oft arbeitet er mit mehreren Bildebenen. Realistische Darstellungen von Menschen, Landschaften oder urbanen Szenerien werden in Beziehung gesetzt zu Worten und Symbolen, wobei sich Schrift, Symbol und Bildsinn ergänzen oder widersprechen. Da ihm die Chance, als Maler zu arbeiten, in der Sowjetunion genommen wurde, illustrierte er z. B. Märchenbücher. Erst mit der Perestroika, die Bulatow freilich ebenfalls ironisch verarbeitete, fand sein Werk Anerkennung. Neuere Arbeiten zeigen, dass sich Bulatow den kritischen Blick auf gesellschaftliche Zustände erhalten hat.
Seine Bilder wurden bis November 2006 in einer Retrospektive der Neuen Tretjakow-Galerie (am Krymskiy Val) gezeigt, was ihm die längst verdiente Anerkennung auch in Russland sichern dürfte. Die Mehrzahl der dort ausgestellten Arbeiten gehören allerdings Museen im Westen, nur wenige wurden bisher von Moskauer Privatsammlern oder dem Fonds für zeitgenössische Kunst angekauft. Zurzeit lebt er mit seiner Frau in Paris.
2009/2010 war Bulatow unter anderen mit seinem Werk Perestrojka aus dem Jahre 1989 in der Kunsthalle Wien in einer Sammelausstellung 1989. Ende der Geschichte oder Beginn der Zukunft? vertreten. Erik Bulatow wird von der Galerie Arndt in Berlin und der Galerie Piece Unique in Paris vertreten.